# Stefano Colantuono
Stefano Colantuono (Rome, 23 oktober 1962) is een Italiaans voetbaltrainer en voormalig voetballer.

## Clubcarrière

### Als speler
Colantuono startte zijn carrière bij Velletri in de Serie D, het vierde Italiaanse niveau, in 1981. In 1983 vertrok hij naar Ternana een niveau hoger (Serie C1), toen naar Arezzo in de Serie B en hij maakte uiteindelijk zijn debuut in de Serie A voor Pisa. Uiteindelijk speelde hij tot 1990 in de Serie A voor meerdere teams. In 1991 besloot hij verder te gaan als zaalvoetballer bij BNL Roma en won hij de scudetto (Italiaans kampioenschap). Toen hij terugkeerde op het veld, speelde hij nog een aantal seizoenen bij teams uit de Serie C1 en Serie D en zelfs met Sambenedettese op het vijfde niveau. Met Sambenedettese promoveerde hij wel nog naar de Serie C2.

### Als coach
In het seizoen 2001-02 werd Colantuono aangesteld als coach van Sambenedettese, nadat het bestuur al drie coaches had ontslagen. Hij bleek een uitstekende coach te zijn, want verrassend genoeg won hij al zijn negen wedstrijden, waardoor Sambenedettese nog vijfde werd en zich plaatste voor de promotie play-offs. Het daarop volgende seizoen, een divisie hoger, eindigde Colantuono weer vijfde en plaatste zich dus weer voor de play-offs. Ditmaal verloor het wel, van Pescara. 
In 2003 vertrok hij naar Catania in de Serie B en leidde het team naar de negende plaats. Daarna vertrok hij naar Perugia dat net naar de Serie B was gedegradeerd, ditmaal eindigde hij hoger en kreeg hij Perugia in de play-offs, maar verloor van Torino. Toen Atalanta aanklopte, weigerde hij niet. Hij coachte Atalanta van de Serie B naar de Serie A en in zijn eerste Serie A-seizoen eindigde hij direct op een indrukwekkende zevende plaats. Op 31 mei 2007 werd hij coach van Palermo, maar hij werd ontslagen na een slechte reeks wedstrijden. In het seizoen daarop werd hij teruggeroepen, maar werd hij na één wedstrijd weer ontslagen. 
Op 15 juni 2009 keerde Colantuono terug als coach in de Serie B, bij Torino, met als doel terugkeren in de Serie A. Hier werd hij ontslagen en vervangen door Mario Beretta, maar ook weer aangesteld na het ontslag van diezelfde Beretta. Toen Torino de play-offs verloor van Brescia, stapte hij op en keerde hij terug bij Atalanta Bergamo. Onder zijn leiding keerde Atalanta terug op het hoogste niveau. In 2014 werd hij de eerste coach in de clubgeschiedenis van Atalanta die zes wedstrijden op rij op het hoogste niveau wist te winnen. Op 4 maart 2015 kreeg hij zijn ontslag, nadat Atalanta Bergamo in 25 duels vijf overwinningen had behaald. Colantuono werd bij de op dat moment nummer zeventien op de ranglijst vervangen door Edoardo Reja, voormalig trainer van Lazio.
Colantuono werd op 4 juni 2015 aangesteld als hoofdcoach bij Udinese, de nummer zestien van het dan net afgelopen seizoen in de Serie A. De club stelde hem op 14 maart 2016 na 29 competitieronden op non-actief, na verlies in vier van de laatste vijf competitieronden. Udinese stond op dat moment zestiende in de Serie A.